# Шабовски, Гюнтер
Гю́нтер Шабо́вски (нем. Günter Schabowski; 4 января 1929, Анклам, Померания, Веймарская республика — 1 ноября 2015, Берлин, Германия) — немецкий журналист, государственный деятель ГДР, член Политбюро Центрального комитета СЕПГ (1984—1989).

## Биография

### ГДР
Пережив Вторую мировую войну, Гюнтер Шабовски проявил интерес к коммунистическому движению. В 1946 году он вступил в Объединение свободных немецких профсоюзов, а в 1950 году — в ССНМ, с 1952 года — член СЕПГ. С 1947 года Шабовски занимал должность редактора профсоюзной газеты Tribüne, а в 1953-67 годах — заместителя главного редактора. В этот период Шабовски получил заочное образование по специальности «журналистика» в Университете имени Карла Маркса в Лейпциге. Вслед за этим в знак продвижения по карьерной лестнице последовало обучение в Высшей партийной школе КПСС в Москве в 1967-68 годах. После учёбы Шабовски был направлен на работу в центральный орган печати СЕПГ Neues Deutschland, а затем стал главным редактором издания в 1978-85 годах, что стало следующим этапом в политической карьере Шабовски. В 1981 году Шабовски был избран членом ЦК СЕПГ, а в 1984 году — Политбюро ЦК СЕПГ. Год спустя Шабовски был назначен первым секретарём берлинского окружного комитета СЕПГ. Он напрямую подчинялся генеральному секретарю ЦК СЕПГ и председателю Национального совета обороны ГДР. Находясь на этом посту, Шабовски некоторое время считался преемником Хонеккера на должности председателя Государственного совета и генерального секретаря СЕПГ.

### Объединение Германии
Гюнтер Шабовски был единственным из руководителей СЕПГ, выступившим на знаменитой демонстрации на Александерплац в Берлине 4 ноября 1989 года. Его и Маркуса Вольфа на демонстрации освистали как представителей «старых сил». Двумя днями позже в ГДР впервые была создана должность секретаря ЦК СЕПГ по вопросам информации, соответствующая должности представителя правительства, которую занял Гюнтер Шабовски. Своё место в истории Германии Шабовски заслужил своим первым и трудным публичным выступлением на этом посту 9 ноября 1989 года, когда на пресс-конференции в прямой трансляции по телевидению ГДР в ответ на вопрос итальянского журналиста Рикардо Эрманна он зачитал сообщение о новом свободном порядке выезда граждан ГДР за рубеж. На вопрос британского корреспондента о том, когда новые правила вступают в силу, Шабовски ответил «немедленно». Новость привела к тому, что через несколько часов к пропускным пунктам через Берлинскую стену направились тысячи берлинцев и потребовали их открытия. В конце концов, начальник одного из пунктов, подполковник Егер, отдал приказ не препятствовать демонстрантам и пропустить их. В результате манифестанты тут же начали стихийный демонтаж небольших участков стены.

### В объединённой Германии
С роспуском ЦК и Политбюро СЕПГ 3 декабря 1989 года завершилась и политическая карьера Шабовски. Своё исключение из рядов СЕПГ-ПДС 21 января 1990 года он воспринял как глубокую личную трагедию. Ему пришлось вернуться с нуля в свою профессию. В 1992—1999 годах Шабовски работал редактором в местной еженедельной газете «Новости Родины» (нем. Heimat-Nachrichten) в Ротенбурге-на-Фульде в Гессене, соучредителем которой он являлся. В 1993 году против Шабовски было начато производство по обвинению в фальсификации коммунальных выборов в ГДР в мае 1989 года, которое было прекращено в 1997 году.
В одном из самых крупных процессов в послевоенной истории Германии, так называемом «процессе над Политбюро» Гюнтер Шабовски проходил одним из обвиняемых земельным судом Берлина в многочисленных убийствах беглецов из ГДР. В результате длительного процесса в августе 1997 года Шабовски вместе с Эгоном Кренцем и Гюнтером Клайбером был признан виновным в отдаче приказа расстреливать беглецов у Берлинской стены и приговорён к трём годам заключения. В декабре 1999 года для отбытия срока заключения Шабовски был отправлен в тюрьму Хакенфельде в Шпандау, однако уже в сентябре 2000 года был помилован правящим бургомистром Берлина Эберхардом Дипгеном и отпущен на свободу 2 декабря 2000 года.
Шабовски относится к числу немногих партийных руководителей СЕПГ, которые публично признали свою вину в отрицательных явлениях, происходивших в ГДР. Шабовски критически относился к преемнице СЕПГ — Партии демократического социализма. Более того, он принимал участие в кампаниях Христианско-демократического союза, за что бывшие товарищи называли его «вертишейкой» как социалиста, переметнувшегося на службу новому режиму.
Гюнтер Шабовски был женат, жена Ирина — телевизионный журналист, имеет русские корни. У супругов два сына. Проживал в Берлине, последние годы после нескольких инфарктов и инсультов — в доме престарелых.

## Награды
- 1969 Орден Заслуг перед Отечеством в бронзе
- 1974 Орден «Знамя Труда»
- 1977 Орден Заслуг перед Отечеством в золоте
- 1989 Орден Карла Маркса
- 1989 Орден Дружбы народов (СССР)

## Труды
- Der Absturz. Berlin: Rowohlt, 1991.
- Das Politbüro. Ende eines Mythos. Eine Befragung. Hrsg. von Frank Sieren und Ludwig Koehne. Rowohlt: Reinbek, 1991.
- Der geröntgte Marx, in: Aufklärung und Kritik, Sonderheft 10/2005: Was bleibt vom Marxismus? S. 71-76. (Online-Fassung)